# Andriej Markow (starszy)
Andriej Andriejewicz Markow, ros. Андрей Андреевич Марков (ur. 14 czerwca 1856 w guberni Riazanskiej, zm. 20 lipca 1922 w Petersburgu) – rosyjski matematyk.

## Życiorys
Od 1886 profesor uniwersytetu w Petersburgu; członek zwyczajny Petersburskiej Akademii Nauk (od 1896). Był uczniem znanego matematyka Pafnutija Czebyszewa. Jego najważniejsze dokonania to prace z teorii prawdopodobieństwa – zapoczątkował w niej m.in. badania nad ważną w zastosowaniach klasą procesów stochastycznych, zwanych procesami Markowa. 
Andriej Markow w istotny sposób posunął naprzód badania swoich poprzedników w obszarze prawa wielkich liczb i centralnego twierdzenia granicznego, jak również rozszerzył owe rezultaty na procesy Markowa
Matematykiem był też jego syn – Andriej.